# Kaštel Sućurac
Kaštel Sućurac jedan je od sedam Kaštela koji čine grad Kaštela. Prvi je po redu iz smjera Splita prema Trogiru. Naselje je smješteno uz obalu Kaštelanskog zaljeva. Kaštel Sućurac administrativno je središte Grada Kaštela, a pri popisu 2021. godine imao je 6544 stanovnika.

## Povijest
U Kaštel Sućurcu nalazi se najstarija obrambena kula u Kaštelima koju je 1392. sagradio splitski nadbiskup Andrija Benzi (Gualdo) kako bi zaštitio seljake naselja Putalj, smještenog na obroncima Kozjaka oko crkvice sv. Jurja. Nizom dodatnih zahvata, kula je postala naselje uz more.
Nadbiskup Averaldo je 1488. godine tu sagradio svoj ljetnikovac a svoj konačni oblik kaštel je dobio 1509. godine. Najstariju jezgru Sućurca čini sklop Kaštilica kojeg čini dvorište utvrđene palače - ljetnikovca na čijem se južnom zidu nalaze raskošno ukrašeni prozori u stilu visoke gotike i seoskih kuća. Za razliku od ostalih naselja ovdje je trg formiran na južnoj strani ljetnikovca. Danas se na njemu nalazi izložbeni prostor "Podvorje" u kojem se čuva dio arheoloških nalaza iz Putalja. Od stare župne crkve sagrađene u 16. st. ostao je samo zvonik jer je crkva 1943. godine, tijekom savezničkog bombardiranja, srušena.
U anglo-američkom bombardiranju 5. prosinca 1943. u 15.05 poslijepodne, živote je izgubilo 97 mještana, od kojih njih 65 u crkvi za vrijeme misnoga slavlja, kada je stradao i svećenik don Ante Rubignoni. Kaštel Sućurac je u to vrijeme bio mjesto s oko 2200 stanovnika, a osim brojnih žrtava, pod smrtonosnim teretom 36 savezničkih bombardera B 25 potpuno je razoreno i 38 kuća, dok ih je 50-ak oštećeno.
Na spomen-ploči na starom zvoniku je u vremenu od 1968. do 1993. stajalo kako su nastradali bili "žrtve fašističkog terora" (postavljeno od strane Saveza boraca NOR-a), a natpis je nakon 50 godina, u slobodnoj Hrvatskoj, na inicijativu pojedinih mještana, okupljenih u Društvu za očuvanje kulturne baštine Podvorje, koji su čitav slučaj temeljito istražili, zamijenjen s istinitim natpisom, pa tako na spomen-ploči danas stoji kako su poginuli nevine žrtve anglo-američkog bombardiranja.
Istražujući zašto je upravo Kaštel Sućurac postao žrtvom savezničkog napada, Sućurani su nakon brojnih dopisa i poziva došli i do arhiva Pentagona, odnosno do zrakoplovne baze Maxwell u saveznoj državi Alabama, u kojem se čuvaju milijuni dokumenata o povijesti američkih zračnih snaga. Uvidom u ratne dnevnike poručnika Ryana iz 448. bombarderske eskadrile, koja je djelovala iz zračne baze u Foggi, došli su do zaključka kako je moguće da se radilo o grešci pri odabiru ciljeva, jer su bombe bačene s visine od oko 3500 metara. U Washingtonu su došli i do mikrofilmova i zračnih snimaka na kojima je vidljivo kako je upravo Kaštel Sućurac označen kao "target", međutim, prava se istina još uvijek ne zna.
Postoje gledišta kako su saveznici dobili dojavu da su Nijemci u crkvi, pa je crkva zato bombardirana. Međutim, u Kaštel Sućurcu su u to ratno vrijeme postojale dvije crkve: stara, u kojoj je služene Sveta misa, i nova, koja je bila u izgradnji. Ako je to i bio slučaj, stara crkva je sravnjena sa zemljom u naletu bombardera; mnogi nevini Sućurani su nastradali; brojne obitelji suostale bez svojih najmilijih, dok su Nijemci najvjerojatnije bili stacionirani u crkvi koja je bila u izgradnji.
Prije nekoliko godina, otkrilo se i kako je veći dio žrtava savezničkog bombardiranja Kaštel Sućurca, točnije njih poimenice 79, uvršteno na popise žrtava u Jasenovcu Research Instituta u New Yorku.Ime Kaštel Sućurac došlo je od imena Sutjuraj po Svetom Jurju.

## Stanovništvo
| broj stanovnika | 896   | 1130  | 1239  | 1427  | 1584  | 1581  | 1860  | 2436  | 2831  | 2979  | 3961  | 5320  | 5493  | 5825  | 6236  | 6829  | 6544  |
|                 | 1857. | 1869. | 1880. | 1890. | 1900. | 1910. | 1921. | 1931. | 1948. | 1953. | 1961. | 1971. | 1981. | 1991. | 2001. | 2011. | 2021. |

## Spomenici i znamenitosti
U riznici nove župne crkve čuva se prijepis Trpimirove darovnice napisane 4. ožujka 852. u Bijaćima, ispred crkve sv. Marte iz 16. st. Osim darovnice tu se još čuvaju kameni starosućurački luk, ostali kameni spomenici i dijelovi drvenih baroknih skulptura s oltara stare župne crkve te velik broj predmeta od zlata i srebra (uporabni crkveni predmeti i nakit - dio kaštelanske narodne nošnje).
Sjeverno od Kaštel Sućurca nalazi se župna crkva Gospe od Doca, danas poznatija kao Gospe na Hladi. Nekada je bila župna crkva naselja Sela. Još sjevernije, na obronku Kozjaka nalaze se ostaci predromaničke crkve sv. Jurja od Putalja koja potječe iz 9. st. i zadužbina je kneza Mislava. Od nje su sačuvani ulomci pleterne ornamentike. Nova crkva je sagrađena 1927. godine. Arheološkim istraživanjima provedenim oko crkve i na obližnjem groblju Gajina otkriven je prvo rimski, a zatim i prapovijesni sloj.
Ostale znamenitosti:
- Nadbiskupova palača
- Kaštilac
- Kula biskupa Andrije Gualda
- Kula na glavici
- Zid nadbiskupa Zane
- Fortin
- Zvonik stare župne crkve

## Gospodarstvo
Na području naselja  koncentrirano je jako industrijsko područje (cementna industrija, željezara, prerada kamena i drva). Također, na dijelu naselja nekad je bila aktivna i organskokemijska industrija ("Jugovinil", tvornica za proizvodnju i preradu PVC-masa), pa Kaštel Sućurac danas, uz Osnovnu školu "Knez Mislav", ima i laboratorije Kemijskog srednjoškolskog centra i Kemijsko-tehnološkog fakulteta iz Splita.

## Poznate osobe
- Ante Alfirević, isusovac, hrv. katolički svećenik, kulturni djelatnik, filozof, bogoslov, promicatelj zadrugarstva, katoličkog nakladništva, katolički novinar, pravaš, vođa Hrvatskoga katoličkog pokreta u Dalmaciji
- Mirko Parčina, hrvatski džudaš i džudaški trener, jedan od pionira džuda u Hrvatskoj, važni športski djelatnik kaštelanskog športa i visoki lokalni športski dužnosnik, hrvatski slikar, kipar i primijenjeni umjetnik

- fra Bernardin Sokol, franjevac, hrvatski crkveni i svjetovni glazbenik, glazbeni publicist, skladatelj, teolog i mučenik

## Kultura
Sveti Roko suzaštitnik je Kaštel Sućurca.

### Članci
- Dragić, Marko. 2013. Sveti Rok u tradicijskoj katoličkoj baštini Hrvata. Nova prisutnost. Kršćanski akademski krug. Zagreb. 11 (2): 165–182